# Ashern (Manitoba)
Pour les articles homonymes, voir Ashern.
Ashern est une localité du Manitoba, au Canada située dans la municipalité rurale de Siglunes (en) de la région d'Interlake. Elle possède 639 habitants d'après le recensement du Canada de 2006. Fondée en 1917, Ashern a été nommée d'après A. S. Hern.

## Démographie
| 2011 | 2016 | - | - |
| ---- | ---- | - | - |
| 609  | 565  | - | - |